# Kolos z Barletty
Kolos z Barletty (wł. Colosso di Barletta) – monumentalna późnoantyczna rzeźba przedstawiająca jednego z władców cesarstwa wschodniorzymskiego, znajdująca się obecnie we włoskim mieście Barletta.

## Opis
Wykonany z brązu posąg ma 5,11 metra wysokości. Jego datacja nie jest pewna, powstanie plasuje się między IV a VI wiekiem. Na temat tożsamości przedstawionego władcy wysuwano różne hipotezy, dopatrywano się w nim między innymi Herakliusza, Walentyniana I, Walensa, Leona I, Teodozjusza I lub Marcjana. Cesarz znajdujący się na kamiennym cokole został przedstawiony w pozycji stojącej, z diademem na głowie. W lewej dłoni trzyma glob ziemski, zaś w uniesionej prawej krzyż łaciński (pierwotnie berło).
Posąg został zrabowany przez Wenecjan na wschodzie podczas IV krucjaty (1202–1204), przypuszczalnie z Konstantynopola. Przewożący go statek rozbił się u wybrzeży Barletty, a fale wyrzuciły rzeźbę na brzeg. Porzucony posąg niszczał, a w 1309 roku pozbawiono go nóg, które przetopiono na dzwony do kościoła dominikanów w Manfredonii. Dopiero w 1491 roku pochodzący z Neapolu rzeźbiarz Fabio Alfano dokonał renowacji rzeźby, odtwarzając brakujące partie. Odrestaurowany kolos został ustawiony na rynku w Barletcie, w pobliżu kościoła San Sepulcro.